# Troma Entertainment
Troma Entertainment és una companyia independent de producció i distribució de cinema de sèrie B fundada per Lloyd Kaufman i Michael Herz el 1974. La companyia produeix pel·lícules de baix pressupost i de farsa teatral amb l'estil de les pel·lícules de terror dels anys 1950. Moltes pel·lícules de Troma han tingut molta repercussió social fins a convertir-se en films de culte.
Els films de sèrie B de Troma són coneguts per la seua naturalesa surrealística o automatística amb l'ús d'imatges impactants i que, de vegades, poden ferir la sensibilitat del públic. Contenen, sovint, temes de sexualitat oberta, violència gràfica, gore i nudisme, fins al punt que el terme "Troma Film" ha sigut aplicat a totes les pel·lícules no pertanyents a aquesta productora amb aquestes característiques. L'eslògan de Troma és "Pel·lícules del Futur" (Movies of the Future). Troma també és coneguda per realitzar reciclatge en decorats, actors i escenes una volta i una altra, de vegades per a estalviar diners. Alguns films inclouen una cama amputada, un monstre en forma de penis i l'explosiu cotxe filmat per a la pel·lícula Sgt. Kabukiman, NYPD, que és utilitzat en lloc de qualsevol altre cotxe que necessita explotar o xocar-se.

## Història dels
A meitat del 1970, Lloyd Kaufman i Michael Herz van començar a produir, dirigir i distribuir comèdies sexuals obscenes com The First Turn-On i Squeeze Play!. En 1985, Troma va produir el primer èxit significant amb la violenta i obscura pel·lícula de super herois anomenada El vengador Tóxic. El film va convertir-se en el més popular de Troma, inspirant seqüeles i una sèrie de dibuixos animats. El personatge del Vengador Tóxic va convertir-se en la mascota oficial de Troma donat el seu èxit.
El següent film de Lloyd va ser Class of Nuke 'Em High co-dirigida amb Richard W. Haines. El film va ser reeixit i el van seguir dues seqüeles sense èxit, malgrat el característic descens en el pressupost de Troma. Sorprenentment va ser la pel·lícula més venuda en VHS per Troma.
El Vengador Tóxic va ser transformat en un musical que va fer el seu debut al George Street Playhouse a New Bruswick, Nova Jersey i va estrenar-se a Nova York a finals del 2008.
Després que Class of Nuke 'Em High va ser completada i distribuÏda, Kaufman va dirigir Troma's War. La pel·lícula és una crítica a l'intent de Ronald Reagan de glamouritzar la guerra. La història tracta d'un grup de persones normals que col·lidixen amb un avió en una illa remota, ocupada per milicia, isla-nacionalista que tracta de derrocar el govern dels Estats Units. Els pèssims resultats del film van fer que Troma passara per dificultats extremes de finançament, expulsant a la companyia de les grans productores de Hollywood. En els anys on va succeir la crisi financera de les seues pel·lícules, Troma va tractar de restablir-se com una companyia independent molt més xicoteta i fora de necessitats financeres. Malgrat els continus intents de formar part de la comunitat de les grans productores de Hollywood, amb les dos seqüeles de El Vengador Tóxic i amb altra incursió en el gènere dels super herois com Sgt. Kabukiman N.Y.P.D, Troma va ser incapaç de tornar a entrar en el mercat del cinema comercial.
Hui, la major part dels films de Troma ixen directament en DVD, de vegades, ixen en xicotetes cases d'art, campus universitaris i cinemes independents. Molts films de Troma són considerats com clàssics de culte.

## Filmografia
Troma va produir i adquirir pel·lícules primerenques protagonitzades per futurs talents en la indústria cinematogràfica com Kevin Costner (Sizzle Beach, U.S.A.), Samuel L. Jackson (Def by Temptation), Carmen Electra (The Chosen One) o Vanna White (Graduation Day).
L'última producció Poultrygeist va ser estrenada a principis del 2007.
Ha produït més de 160 pel·lícules, les més destacades són:
- La saga de Toxic Avenger
- Els surfistes nazis han de morir
- Rockabilly Vampire
- El Preservatiu assassí
- Tromeo y Julieta
- Mutants a la universitat
- Sgt. Kabukiman N.Y.P.D.
- Troma's War